# ケラヴァ

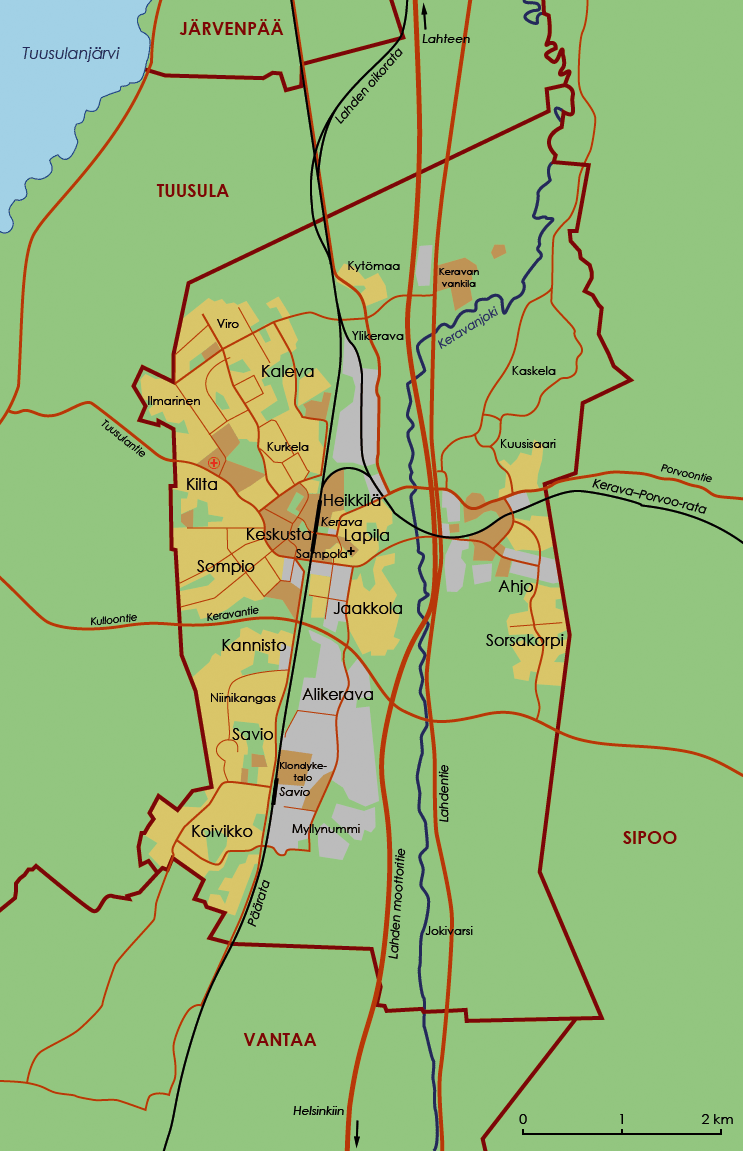
ケラヴァの地図

ケラヴァ（Kerava [ˈkerɑʋɑ]、スウェーデン語: Kervo）はフィンランド、ウーシマー県の自治体。ヘルシンキ郡に属し、ヘルシンキ中心部の北25キロメートルに位置し、ヘルシンキ都市圏を形成する。

## ケラヴァ出身の人物
- Stone：スラッシュメタルバンド
- Hanna-Maria Seppälä：競泳選手
- Pekka Heino:歌手
- Joona Puhakka：飛込競技選手
- ユホ・クスティ・パーシキヴィ：第7代 フィンランド共和国大統領
- ボルマリ・イソ＝ホロ：陸上3000m障害のオリンピック金メダリスト
- レニー・ハーリン：映画監督、映画プロデューサー
- サーシャ・マキラ : 指揮者、クリーブランド管弦楽団
- ヴァルター・ヴィルタネン : フィギュアスケート選手

## 参照
- ヤルヴェンパー